# Józef Karpiel
Józef Karpiel (* 18. Januar 1932 in Kościelisko; † 29. November 1994 in Zakopane) war ein polnischer Nordischer Kombinierer.

## Werdegang
Karpiel, der der Sohn des Olympiateilnehmers Stanisław war, feierte bereits im Juniorenalter internationale Erfolge. So wurde er beispielsweise Dritter im Kombinationswettkampf des Czech-Marusarzówna-Memorials Ende März 1952 in Zakopane. Auch bei den zehnten akademischen Weltwinterspielen 1953 in Semmering war er mit dem Gewinn der Bronzemedaille in der 4 × 10-km-Staffel erfolgreich. 1954 wurde er mit der Staffel seines Vereins WKS Zakopane erstmals polnischer Meister. Im Januar 1957 verpasste Karpiel hinter Josef Schiffner als Zweiter knapp den Sieg bei den nordischen Skiwettkämpfen in Le Brassus.
Bei den Nordischen Skiweltmeisterschaften 1958 in Lahti belegte Karpiel den 31. Platz. Im Januar 1960 erreichte Karpiel hinter Bengt Eriksson und Alois Leodolter den dritten Rang bei den nordischen Skiwettkämpfen in Le Brassus. Rund einen Monat später nahm er an den Olympischen Winterspielen 1960 in Squaw Valley teil, bei der er als Fahnenträger des polnischen Olympiakaders fungierte. Im Wettkampf von der Normalschanze und über 15 Kilometer erreichte er den 19. Rang. Anfang März wurde er erstmals polnischer Meister in der Nordischen Kombination.
Bei den Nordischen Skiweltmeisterschaften 1962 in Zakopane belegte er den 26. Platz. Wenige Wochen später gewann er den Kombinationswettkampf des Czech-Marusarzówna-Memorials vor Erwin Fiedor und Franciszek Gąsienica Groń. Es war sein erster Sieg bei dieser Wettbewerbsserie, nachdem er zwischen 1952 und 1958 bereits viermal den dritten Platz belegt hatte.
Er war mit der Skiläuferin Bronisława Marusarz verheiratet, mit der er zwei Töchter und einen Sohn hatte.

## Statistik

### Teilnahmen an Olympischen Winterspielen
| Jahr und Ort      | Einzel NK |
| ----------------- | --------- |
| 1960 Squaw Valley | 19.       |

### Teilnahmen an Nordischen Skiweltmeisterschaften
| Jahr und Ort  | Einzel NK |
| ------------- | --------- |
| 1958 Lahti    | 31.       |
| 1962 Zakopane | 26.       |